# إيدي أفونسو
إيدي ماركوس ميلو أفونسو (مواليد 7 مارس 1994) هو لاعب كرة قدم أنغولي يلعب مع بترو إتليتيكو المنتخب الأنغولي.

## المسيرة الدولية
شارك أفونسو لأول مرة مع المنتخب الأول في 17 يناير 2016 خلال خسارة 0–1 أمام الكاميرون في بطولة أمم إفريقيا للمحليين.

## روابط خارجية
- إيدي أفونسو على فرق كرة القدم الوطنية.كوم
- إيدي أفونسو  على سكروي
- Zerozero.pt profile